# K2-18b
K2-18b ist ein Exoplanet in einer Entfernung von 124 Lichtjahren von der Erde. Er befindet sich in der habitablen Zone des roten Zwergs K2-18 und wurde im Jahr 2015 mithilfe des Weltraumteleskops Kepler entdeckt. Bei dem Exoplaneten handelt es sich um eine Supererde oder einen Mini-Neptun. 2019 konnten anhand von Messungen des Hubble-Weltraumteleskops sowie von zusätzlichen Daten der Kepler- und Spitzer-Weltraumteleskope starke Hinweise auf Wasserdampf in der Atmosphäre dieses Planeten nachgewiesen werden, womit es der erste Exoplanet mit bekanntem Wasservorkommen wäre, das auch in flüssiger Form vorliegen könnte. Später konnten mithilfe des James-Webb-Weltraumteleskops weitere spektroskopische Messungen der Atmosphäre durchgeführt werden, wobei weitere Substanzen wie Methan und Kohlendioxid sowie Dimethylsulfid gesehen wurden, jedoch überraschenderweise ohne klares Signal einer Wassersignatur.

## Eigenschaften
Der Exoplanet ist etwa 0,14 AE vom Zentralstern entfernt und umläuft ihn in 33 Tagen. Da der Stern deutlich kleiner als die Sonne ist, befindet sich der Planet in der habitablen Zone mit einer Gleichgewichtstemperatur von 284 ± 15 K. Masse und Radius konnten bestimmt werden, weil der Planet mittels Transitmethode wie auch mittels Radialgeschwindigkeitsmethode detektiert werden konnte. Er hat in etwa die 7- bis 10-fache Erdmasse und den 2,4-fachen Radius der Erde. Aufgrund der hohen Masse und der geringen Dichte wird er sich in vielen Eigenschaften deutlich von ihr unterscheiden und möglicherweise eher mit kleinen Gasplaneten wie Uranus und Neptun vergleichbar sein. Die Dichte des Planeten macht es schwierig, die Natur des Planeten abzuschätzen. Da sie trotz der größeren Masse des Planeten im Vergleich zur Erde deutlich geringer ist, dürfte er eine wesentlich umfangreichere Atmosphäre aufweisen. Deshalb könnte es sich allenfalls um eine Supererde mit einer dichten Atmosphäre, aber möglicherweise auch um einen Mini-Neptun handeln, bei dem die Oberfläche unerreichbar tief im Planeten verborgen liegt.

## Atmosphäre

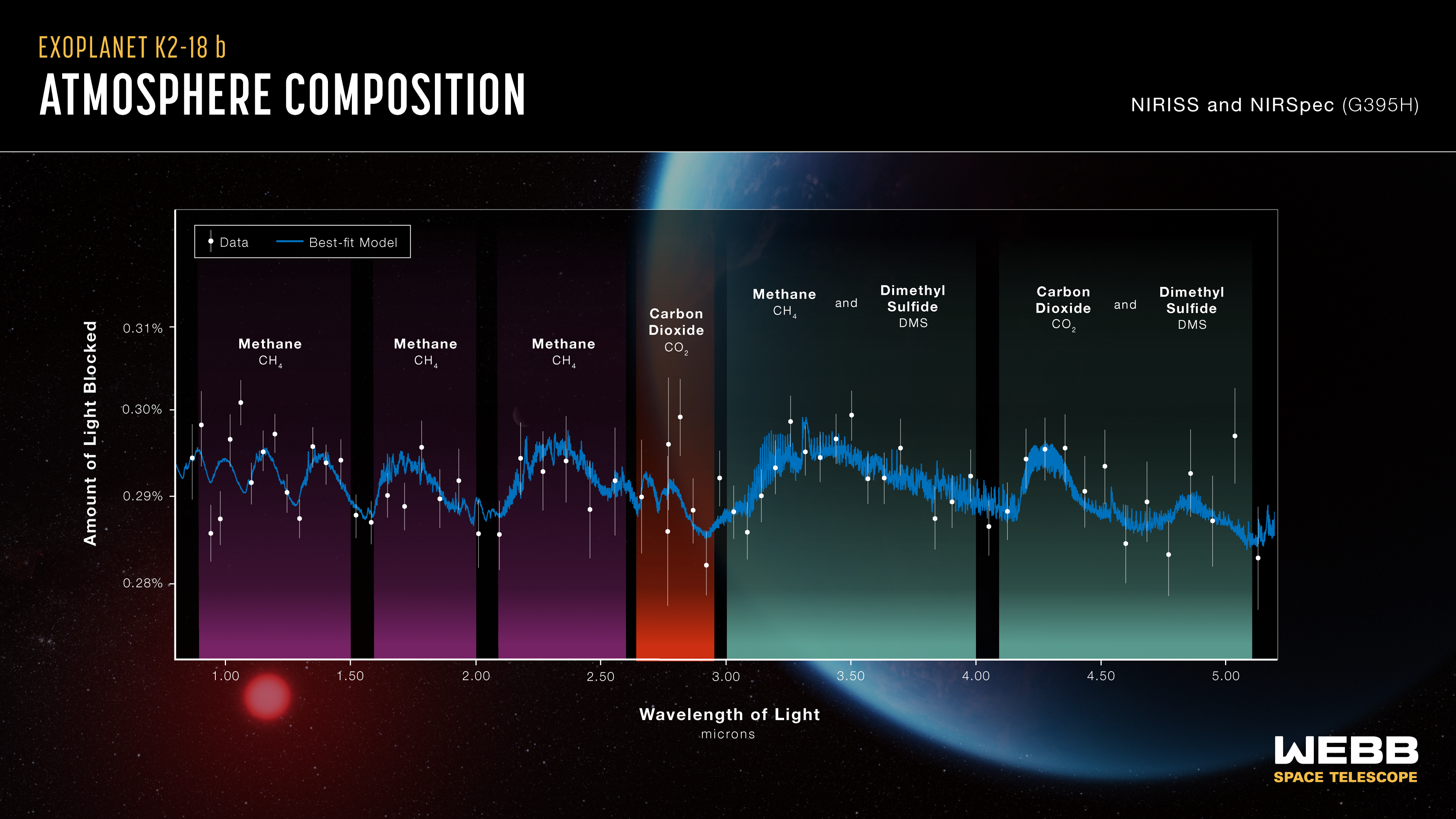
Spektrum der Atmosphäre von K2-18b vermessen durch das James-Webb-Weltraumteleskop (NIRSpec und NIRISS)

Die Atmosphäre von K2-18b wurde mit dem Hubble-Weltraumteleskop sowie später mit dem James-Webb-Weltraumteleskop (JWST) untersucht. Erste Untersuchungen mit Hubble deuteten im Jahr 2019 auf die Präsenz von Wasserstoff und Helium sowie Wasserdampf hin. Basierend auf diesen Daten dürfte die Atmosphäre deutlich dichter als diejenige der Erde sein. Entsprechend wäre gemäß Interpretation der Daten von 2019 zwar anzunehmen, dass der nachgewiesene Wasserdampf kondensiert und als Regen fällt, er sich aber wahrscheinlich in tieferen Atmosphärenschichten wieder aufwärmt und die Tropfen verdunsten. An der Planetenoberfläche würde entsprechend ein hoher Druck erwartet, der mehrere Millionen Mal so hoch ist wie derjenige auf der Erde.
2023 wurde bei weiteren Untersuchungen durch das JWST Methan in der Planetenatmosphäre festgestellt (Sicherheit von knapp 5σ). Auch dürfte die Atmosphäre Kohlenstoffdioxid enthalten (um die 3σ). Während basierend auf den Daten von 2019 angenommen werden konnte, dass flüssiges Wasser wegen der Temperatur trotz der dichten Atmosphäre und des hohen Drucks möglicherweise verdunstet, bevor es die Oberfläche erreicht, so deuten die neueren Daten nun wieder auf bessere Chancen für einen riesigen, weltumspannenden Ozean in einer wasserstoffreichen Atmosphäre. Diese exotischen Bedingungen machen K2-18b zu einem der ersten Kandidaten für die vorgeschlagene Planetenklasse der Hycean-Planeten. Es bleibt jedoch unklar, weshalb die Studie 2023 keine eindeutigen Hinweise auf Wasser fand, während das bei der Studie 2019 der Fall war. Zusätzlich zeigen sich in der Studie 2023 Hinweise auf Dimethylsulfid (DMS) in der Atmosphäre von K2-18b. Eine Folgeuntersuchung im Jahr 2025 mit dem JWST-Instrument MIRI lieferte in einem anderen Wellenlängenbereich weitere Hinweise auf die Präsenz von Dimethylsulfid. Zusätzlich zeigten sich auch mögliche Spuren von Dimethyldisulfid (DMDS). Der Nachweis von DMS wäre interessant, da dieser Stoff auf der Erde auf natürliche Weise ausschließlich durch biologische Prozesse entsteht. Es würde sich dabei also um einen ersten, indirekten Hinweis für außerirdisches Leben handeln. Dennoch unterscheiden sich die Bedingungen an der Oberfläche mit Sicherheit beträchtlich von denen auf der Erde. Hinzu kommt die von Roten Zwergen üblicherweise ausgehende starke kosmische Strahlung.

### Kontroverse um die Atmosphäre
Neben der Forschungsgruppe um Nikku Madhusudhan, welche die Theorie des hyzänischen Planeten vertritt, ziehen andere Forschungsgruppen aus denselben Daten andere Schlüsse. So meint unter anderem Oliver Shorttle der Universität Cambridge, dass die Daten auch mit einem Planeten bedeckt von einem Lavaozean kompatibel wären. Nicholas F. Wogan hingegen hält die Daten für vereinbar mit einem Mini-Neptun ohne feste Oberfläche.